# Venusfigurinen von Malta

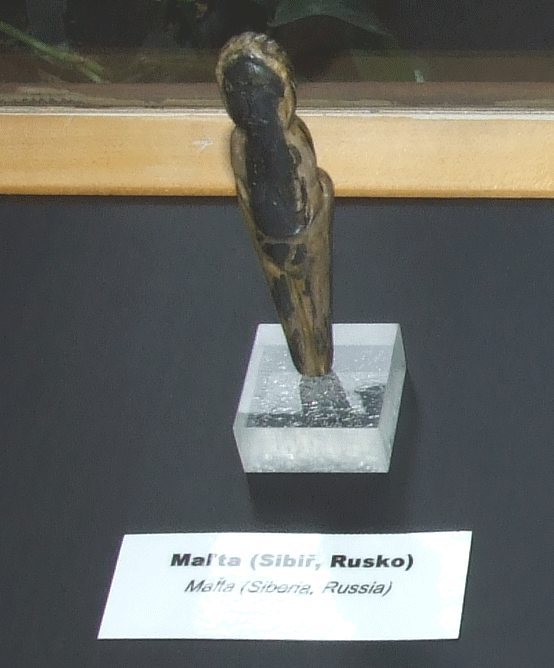
Faksimile einer Venusfigurine von Malta (Sibirien) aus dem Nationalmuseum Prag (Original: Eremitage, St. Petersburg)

Bei den Venusfigurinen von Malta handelt es sich um eine Reihe von jungpaläolithische Darstellungen des weiblichen Körpers vom namengebenden Fundplatz Malta, der 80 km vom sibirischen Irkutsk in Russland entfernt liegt. Das Alter der Figurinen wird mit etwa 20.000 Jahren angegeben. Sie stammen somit aus dem Gravettien. Die Figurinen werden in der Eremitage in St. Petersburg aufbewahrt.
Delporte benannte 1979 die Anzahl der gefundenen Figuren (einschließlich fragmentarisch erhaltener Statuetten) mit 29. Die Figuren sind zwischen 3,1 cm und 13,6 cm groß. Die Mehrzahl besteht aus Elfenbein, nur zwei Exemplare sind aus Rentiergeweih gefertigt. Mehrere Statuetten zeigen Frauen in stilisierter Bekleidung, recht häufig wird auch das Gesicht dargestellt. Beides ist bei paläolithischen Figurinen ansonsten selten. Darin ähneln die Figurinen von Malta den Venusfigurinen von Bouret, einem weiteren paläolithischen Fundort in der Nähe von Malta.
An den Figurinen angebrachte Löcher legen nahe, dass sie als Anhänger oder Amulette getragen wurden. Allerdings sind bei einigen die Füße, nicht der Kopf mit einem Loch versehen, so dass sie, ähnlich den dort gleichfalls verbreiteten Vogelanhängern, mit dem Kopf nach unten getragen wurden.

## Fundplatz Malta
Die Statuetten wurden in einer Freilandstation bei Malta (Oblast Irkutsk) in der Nähe des Baikalsees in Sibirien gefunden. Diese Ausgrabungsstelle ist nicht mit dem bronzezeitlichen Fundort auf der Mittelmeerinsel Malta (Tempelkomplex Ħaġar Qim auf Malta) zu verwechseln. Das sibirische Malta taucht in der Literatur, insbesondere im angelsächsischen Bereich, häufig in der Schreibweise „Mal'ta“ auf.
Der paläolithische Fundplatz wurde 1928 von Michail Gerassimow entdeckt und besteht aus mehreren Fundstellen einer größeren Siedlung. Strukturen von Häusern, die aus Knochen gebaut wurden, sowie ein Grab eines Kindes mit Grabbeigaben haben den Fundplatz ebenfalls international bekannt gemacht. Die Siedlung liegt etwa 85 km nordwestlich von Irkutsk am linken Ufer der Angara, die aus dem Baikalsee fließt. Die Statuetten wurden u. a. von den russischen Archäologen N. Zamiatmine, G. P. Sosnovskii und Michail Gerassimow ausgegraben.